# 普萊瑟本德 (路易斯安那州)
普萊瑟本德（英語：Pleasure Bend）是位於美國路易斯安那州施洗者聖約翰堂區的一個普查規定居民點。

## 人口
根據2020年美國人口普查的數據，普萊瑟本德的面積為10.95平方千米，當中陸地面積為10.73平方千米，而水域面積為0.22平方千米。當地共有人口212人，而人口密度為每平方千米19.36人。